# St.-Anna-Kapelle (Weiler)

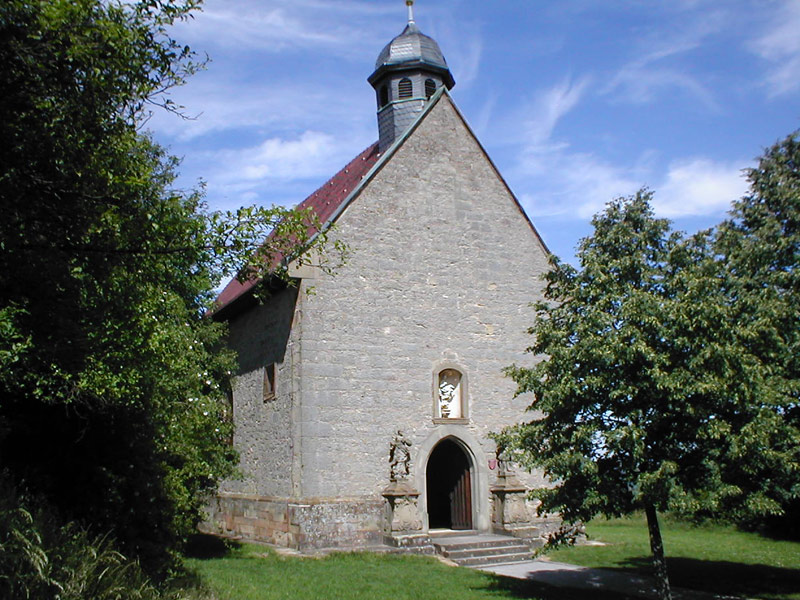
St.-Anna-Kapelle

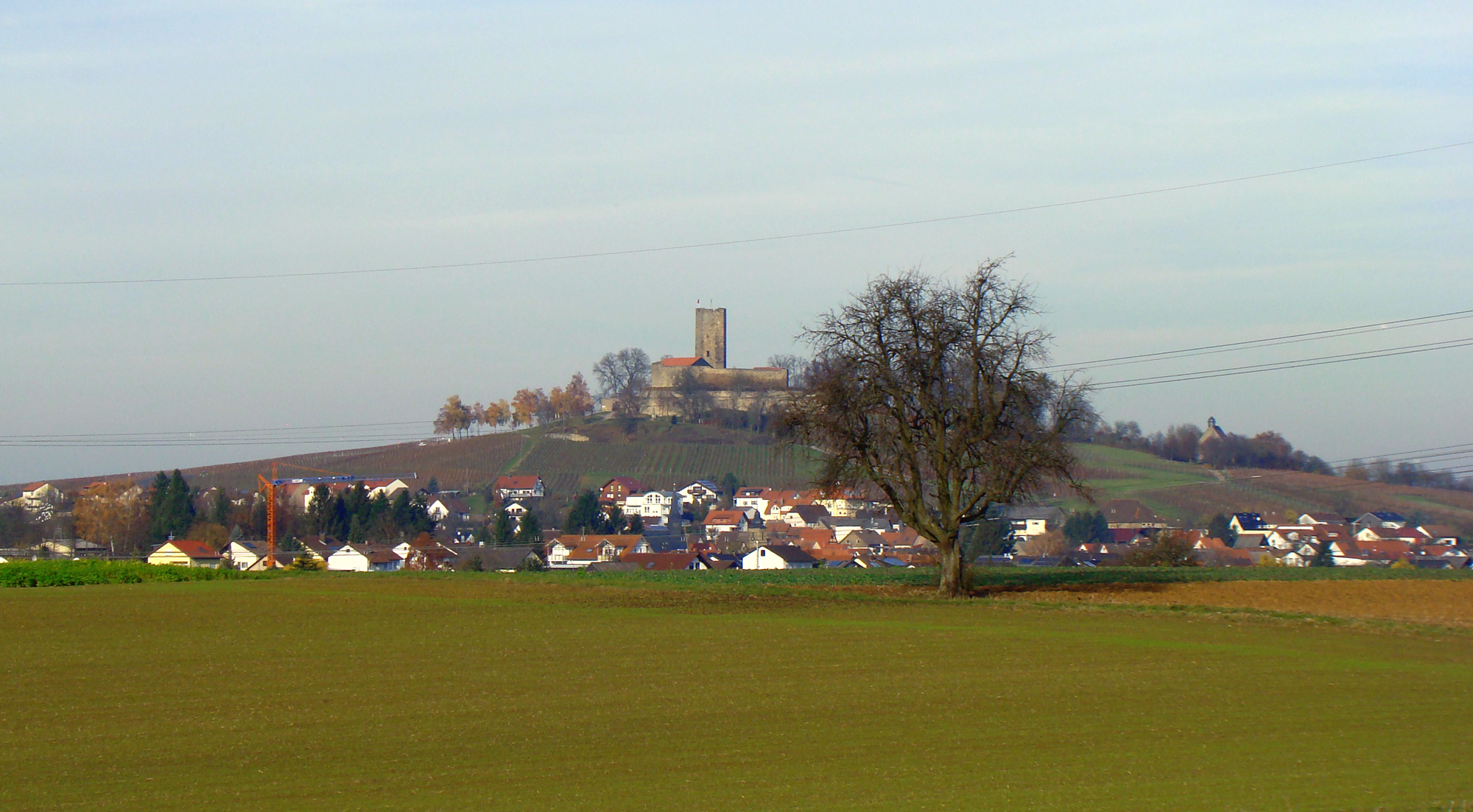
Der Steinsberg mit Burg Steinsberg und der Annakapelle von Sinsheim-Hilsbach aus gesehen

Die St.-Anna-Kapelle in Weiler, einem Stadtteil der Großen Kreisstadt Sinsheim im Rhein-Neckar-Kreis im nördlichen Baden-Württemberg, geht auf die 1515 erstmals erwähnte Burgkapelle der Burg Steinsberg zurück. Der namengebende Steinsberg, auf dem sich die Burg und die Kapelle befinden, ist mit 333,4 m ü. NHN die höchste Erhebung im Kraichgau, womit die Kapelle das höchstgelegene Kirchengebäude jenes Naturraums ist.

## Geschichte
Die um 1500 erbaute Burgkapelle der Burg Steinsberg soll im 17. Jahrhundert einem Blitzschlag zum Opfer gefallen sein; sie verfiel jedenfalls in der Zeit danach. Die katholische Gemeinde des Ortes, die bis dorthin die Ortskirche mitbenutzt hatte, erneuerte die Kapelle um 1750 und nutzte sie fortan für Gottesdienste. Da die Kapelle außerhalb des Ortes auf halber Höhe des Steinsbergs liegt, erwog man bereits zu Beginn des 19. Jahrhunderts die Errichtung einer katholischen Kirche im Ort. Mit dem Bau der Kirche Heilige Familie wurde jedoch erst 1908 begonnen. Die Anna-Kapelle wurde 1933 durch Blitzschlag beschädigt und 1946 bis 1952 umfassend saniert. Eine neuerliche Sanierung fand 1990 statt. Die Kapelle weist einen barocken Altar und eine barocke Kanzel auf. Bis 1811 lebten in einer 1832 abgebrochenen Klause dort auch Einsiedler.

## Glocken
Die älteste für die Anna-Kapelle nachgewiesene Glocke wurde 1760 bei Johann Paulus Strobel in Speyer gegossen. Sie hatte einen Durchmesser von 48 cm und trug eine lateinische Inschrift. 1838 kam eine weitere Bronzeglocke mit einem Durchmesser von 40 cm hinzu. Beide Glocken mussten im Ersten Weltkrieg 1917 zu Rüstungszwecken abgeliefert werden. 1928 erhielt die Kapelle eine Glocke, die sich zuvor seit 1922 zur Ergänzung des Uhrenschlags im Turm der katholischen Kirche Heilige Familie befunden hatte. Diese Glocke mit dem Schlagton h‘‘, einen Durchmesser von 46,5 cm und einem Gewicht von 52,5 kg musste 1942 im Zweiten Weltkrieg abgeliefert werden. 1958 erhielt die Kapelle schließlich ihre heutige, bei Friedrich Wilhelm Schilling in Heidelberg gegossene Bronzeglocke. Sie hat den Schlagton a‘‘, einen Durchmesser von 52,4 cm und ein Gewicht von 100 kg. Ihre Inschrift lautet: SEI GEGRÜßT HEILIGE MUTTER ANNA, EHR ALLER FRAUEN, KATHOLISCHE KIRCHE WEILER BEI SINSHEIM A. D. 1958.